# 茹克 (罗讷河口省)
茹克（法語：Jouques，法語發音：[ʒuk]）是法国罗讷河口省的一个市镇，属于普罗旺斯地区艾克斯区。

## 地理
茹克（43°38'13"N, 5°38'12"E）面积80.35 平方千米，位于法国普罗旺斯-阿尔卑斯-蓝色海岸大区罗讷河口省，该省份为法国东南部沿海省份，北起沃克吕兹省，西接加尔省，南濒地中海，东临瓦尔省。
与茹克接壤的市镇（或旧市镇、城区）包括：普罗旺斯地区佩罗勒、迪朗斯河畔圣保罗、沃夫纳格、里扬斯、米拉博、佩尔蒂。

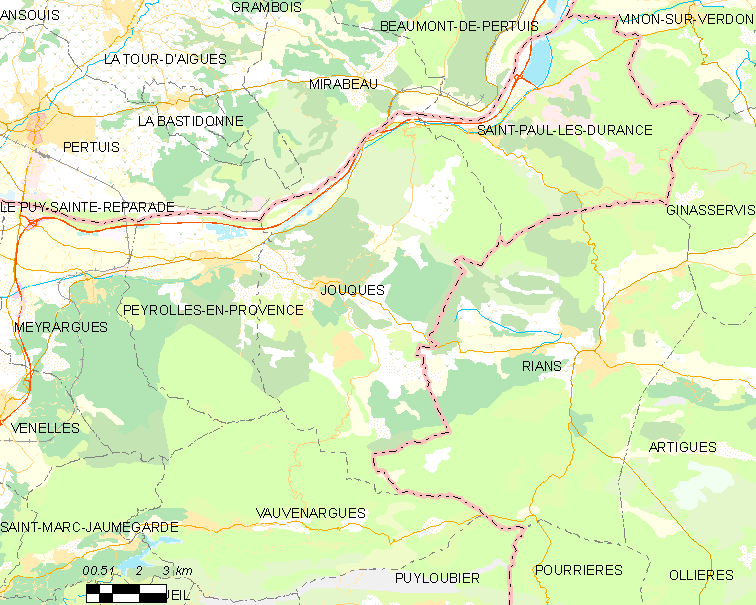
的OSM定位图

茹克的时区为UTC+01:00、UTC+02:00（夏令时）。

## 行政
茹克的邮政编码为13490，INSEE市镇编码为13048。

## 政治
茹克所属的省级选区为特雷茨县。

## 人口

1962-2008年间人口变化图示

茹克于2022年1月1日时的人口数量为4478人。